# اکساکایا، سوک
اکساکایا، سوک (به لاتین: Akçakaya, Söke) یک منطقهٔ مسکونی در ترکیه است که در استان آیدین واقع شده‌است.

## خصوصیات
اکساکایا ۳۱۵ نفر جمعیت دارد.